# Hidden in the Fog
Hidden in the Fog (engl. ‚Im Nebel versteckt‘) ist eine Progressive-/Extreme-Metal-Band aus Magdeburg.

## Geschichte
Die Band wurde gegen Ende 1996 gegründet, ihre erste Veröffentlichung, die Demoaufnahme Into the Moonlight’s Cold Embrace, erschien 1998. Ein Jahr später wurde die MCD Of Hidden Chronicles & Stellar Fires veröffentlicht. Im März 2001 nahm Hidden in the Fog die CD Promo 2001 in den Studios der LXounds Productions auf. Die Presse reagierte positiv auf die 45-minütige CD, weshalb Angebote kleinerer Untergrund-Plattenfirmen folgten.
Im Sommer trennte sich der Schlagzeuger Muth von der Band und wurde durch den bisherigen Keyboarder Botis ersetzt. In der neuen Besetzung wollte die Band neue Lieder schreiben und diese dann in Eigenproduktion aufnehmen. Ab dem Dezember 2002 wurde das Album Abstract Maelstrom Paragon aufgenommen, das im Juni des nächsten Jahres erschien und Demo des Monats in der Ausgabe 03/04 des Metal Hammer wurde, 9 von 10 Punkten im Rock Hard, 13 von 15 Legacy und 5 von 5 sowie die Auszeichnung best underground CD 2003 im Aberration Mag erhielt. Aufgrund des Erfolgs wollte die Band ein Label für zukünftige Veröffentlichungen finden. Sie entschied sich für den Twilight-Vertrieb. Dieser veröffentlichte im Mai 2004 eine Neuauflage von Abstract Maelstrom Paragon.
Nach 15 Monaten wurde das neue Album Damokles am 15. August 2005, wiederum über Twilight, veröffentlicht. Auch dieses Album erfuhr positive Kritik: 9,5 von 10 Punkten im Rock Hard, 6 von 7 im Metal Hammer, 13 von 15 im Legacy, 10 von 12 im Heavy!, 9 von 10 im norwegischen Scream Magazine und 5,5 von 6 im griechischen Metal Invader. Nach der Veröffentlichung des Albums unternahm die Band zusammen mit Vital Remains eine 14-tägige Europatournee.

## Stil
Die Musik verbindet Elemente des Black Metal mit ruhigeren Passagen und den komplexen Strukturen des Progressive Metal, vergleichbar mit Emperor, Arcturus und Borknagar. Die Band verwendet Growling und Screaming sowie unverzerrten Gesang. Ebenso finden sich gesprochene Passagen.
Der Schriftzug von Hidden in the Fog enthält ein Symbol aus Peter Carrolls Liber Kaos, das Psychonomikon, das aus einer Hand und einem Auge besteht. Ihre Texte, die allgemein Ghâshs Sicht der Welt behandeln und die „man eigentlich nicht an speziellen Themen festmachen“ kann, sind nicht unbedingt direkt damit verbunden, es besteht jedoch ein allgemeiner Bezug zu ihrem künstlerischen Ausdruck. Ghâsh betonte, er „glaube (und hoffe), daß die Texte auf ‚Damokles‘ mit typischen Black Metal Lyrics nichts gemein haben. Ganz einfach deshalb, wir HITF auch nicht als dem Black Metal zugehörig ansehen. Es werden viele Aspekte angesprochen wie Verzweiflung, Hilflosigkeit oder ohnmächtige Wut – doch genauso gibt es auch Freude oder Glück.“ Botis lehnt die traditionelle Definition des Black Metal über die satanischen Texte und die Einengung auf die nordisch beeinflusste, simple, kalte, gitarrendominierte Spielart ab und bezeichnet sich und seine Mitmusiker als musikalisch offen, was sich in der Musik widerspiegle. Die Band, in der zwei Mitglieder afrikanischer Abstammung spielen, spricht sich gegen eine rechtsextreme Unterwanderung der Szene aus; Metal sei „mit Sicherheit die definitiv falsche Musikrichtung, um politische Statements oder gar Propaganda loszuwerden. Ganz einfach aus dem Grunde, da das Zielpublikum viel zu unpolitisch ist. Dafür gibt es weitaus sinnvollere Plattformen. Und diese ganzen NS-Dummheiten sind keine politischen Statements, sondern einfach nur ein Haufen weichgequirlter Bockmist ohne jegliche Grundlage.“

## Diskografie

### Alben
- 2003: Abstract Maelstrom Paragon (Twilight)
- 2005: Damokles (Twilight)

### Demos
- 1998: Into the Moonlight’s Cold Embrace (MC)
- 1999: Of Hidden Chronicles & Stellar Fires (MCD)
- 2001: Promo 2001 (CDR)